# Vesterkær Sogn
Vesterkær Sogn er et sogn i Aalborg Budolfi Provsti (Aalborg Stift).
Vesterkær Sogn blev i 1962 udskilt fra Vor Frelsers Sogn, der var udskilt fra Budolfi Sogn, som geografisk hørte til Hornum Herred i Aalborg Amt og lå i Aalborg købstad, som ved kommunalreformen i 1970 blev kernen i Aalborg Kommune. Vesterkær Sogn omfattede desuden øen Egholm i Limfjorden, som i 1800-tallet udgjorde Aalborg Frue Landsogn, der hørte til Kær Herred i Aalborg Amt. 
I Vesterkær Sogn findes Vesterkær Kirke, som blev opført i 1970 og ligger på fastlandet, men tæt på overfarten til Egholm.
I sognet findes følgende autoriserede stednavne:
- Bejlegård
- Brogård
- Bølsiggård
- Egholm (areal)
- Egholm By (bebyggelse, ejerlav)
- Egholm Hage (areal)
- Kærgård
- Nørkærlund
- Søholt (bebyggelse)
- Tagholme (areal)
- Toftegård
- Torpsminde
- Vejlegård
- Vestergård
- Vesterkær
- Vesterkær Kirke